# Haplomydas crassipes
Haplomydas crassipes is een vliegensoort uit de familie Mydidae. De wetenschappelijke naam van de soort is voor het eerst geldig gepubliceerd in 1924 door Bezzi.
De soort komt voor in Mozambique en Zimbabwe.